# 요제프 테르보펜
요제프 안토니우스 하인리히 테르보펜(독일어: Josef Antonius Heinrich Terboven, 1898년 5월 23일 ~ 1945년 5월 8일)은 국민사회주의 독일 노동자당의 당료이며 제2차 세계 대전 당시 노르웨이에 주둔한 국가판무관(Reichskommissar)이다.